# حاجی‌همتلو
حاجی‌همتلو یکی از روستاهای استان آذربایجان شرقی است که در دهستان کندوان بخش کندوان شهرستان میانه واقع شده‌است. محصول اصلی این روستا سیب صادراتی و زردآلو و گردو میباشد. روستایی زیبا با آب و هوای خنک و سردسیری میباشد.